# Йокич, Боян
Бо́ян Йокич (словен. Bojan Jokič; род. 17 мая 1986[…], Крань) — словенский футболист, выступавший на позиции защитника. Выступал за национальную сборную Словении, занимает второе место в истории сборной по сыгранным матчам.

## Биография
Родился в городе Крань на северо-западе Словении. Карьеру начинал в команде «Триглав» из родного города. В возрасте 19 лет перешёл в клуб «Горица», с которым в 2006 году выиграл чемпионат Словении (для «Горицы» это стало третьим чемпионским титулом подряд), а на следующий год стал вице-чемпионом страны.
После этого Йокич был куплен французским клубом «Сошо», где выступал до 2010 года. Контракт Йокича с «Сошо» действовал до лета 2011 года. В 16 первых турах чемпионата Франции 2009/10 Йокич выходил на поле всего 3 раза. В январе 2010 года был отдан в аренду итальянскому «Кьево» и помог тому избежать вылета из серии А, сыграв 9 матчей («Кьево» занял 16-е место из 20 команд в чемпионате Италии 2009/10, «Сошо» финишировал на том же месте в чемпионате Франции). Летом 2010 года итальянский клуб выкупил у «Сошо» права на Йокича.
После трёх сезонов в «Кьево» в 2013 году перешёл в испанский клуб «Вильярреал».
В январе 2017 расторг контракт с клубом и через месяц подписал полуторагодичное соглашение с клубом РФПЛ «Уфа». Дебютировал 11 марта в домашнем матче 19 тура против «Крыльев Советов» (1:0) — вышел на замену на 76-й минуте. В феврале 2018 продлил контракт. Забил первый мяч «Уфы» в еврокубках — его гол в ворота соотечественников из «Домжале» в ответном матче второго квалификационного раунда Лиги Европы 2018/19 принёс клубу ничью и позволил пройти в следующий раунд.
В сборной Йокич дебютировал в 19-летнем возрасте 28 февраля 2006 года в гостевом товарищеском матче с Кипром. В настоящее время Йокич является основным левым защитником сборной, за которую он провёл уже более 60 матчей. На чемпионате мира 2010 года в ЮАР провёл в составе сборной все 3 матча (1 победа, 1 ничья и 1 поражение) и стал единственным из словенцев, кто получил 2 жёлтые карточки.